# Meidericher Spielverein Duisburg 2004-2005
Questa voce raccoglie le informazioni riguardanti il Meidericher Spielverein Duisburg nelle competizioni ufficiali della stagione 2004-2005.

## Stagione
Nella stagione 2004-2005 il Duisburg, allenato da Norbert Meier, concluse il campionato di 2. Bundesliga al 2º posto e fu promosso in Bundesliga. In Coppa di Germania il Duisburg fu eliminato al secondo turno dal Paderborn.

## Rosa
| N. |                        | Ruolo | Calciatore         |
| -- | ---------------------- | ----- | ------------------ |
| 1  | Germania (bandiera)    | P     | Georg Koch         |
| 2  | Germania (bandiera)    | D     | Benjamin Kruse     |
| 3  | Danimarca (bandiera)   | D     | Thomas Bælum       |
| 4  | Rep. Ceca (bandiera)   | D     | Pavel Drsek        |
| 5  | Germania (bandiera)    | C     | Dietmar Hirsch     |
| 6  | Brasile (bandiera)     | D     | Serjão             |
| 7  | Germania (bandiera)    | D     | Alexander Bugera   |
| 8  | Germania (bandiera)    | C     | Andreas Voss       |
| 9  | Polonia (bandiera)     | A     | Mirosław Spizak    |
| 10 | Paesi Bassi (bandiera) | C     | Rob Maas           |
| 11 | Germania (bandiera)    | D     | Carsten Wolters    |
| 14 | Marocco (bandiera)     | D     | Nasir El Kasmi     |
| 15 | Marocco (bandiera)     | A     | Abdelaziz Ahanfouf |

| N. |                                 | Ruolo | Calciatore              |
| -- | ------------------------------- | ----- | ----------------------- |
| 16 | Croazia (bandiera)              | C     | Ante Sicenica           |
| 17 | Germania (bandiera)             | D     | Alexander Meyer         |
| 18 | Germania (bandiera)             | A     | Markus Kurth            |
| 19 | Germania (bandiera)             | D     | Sebastian Dr. Michalsky |
| 20 | Bosnia ed Erzegovina (bandiera) | C     | Ivica Grlić             |
| 21 | Belgio (bandiera)               | A     | Peter van Houdt         |
| 22 | Germania (bandiera)             | C     | Holger Wehlage          |
| 23 | Germania (bandiera)             | A     | Josef Ivanović          |
| 24 | Germania (bandiera)             | C     | Marco Manske            |
| 26 | Germania (bandiera)             | P     | Sven Beuckert           |
| 27 | Germania (bandiera)             | C     | Markus Anfang           |
| 30 | Germania (bandiera)             | C     | Dirk Lottner            |

## Organigramma societario
Area tecnica
- Allenatore: Norbert Meier
- Allenatore in seconda: Heiko Scholz
- Preparatore dei portieri: Manfred Gloger
- Preparatori atletici:

## Calciomercato

### Sessione estiva
| Acquisti | Acquisti        | Acquisti             | Acquisti |
| R.       | Nome            | da                   | Modalità |
| -------- | --------------- | -------------------- | -------- |
| C        | Ivica Grlić     | Alemannia Aquisgrana |          |
| P        | Georg Koch      | Energie Cottbus      |          |
| C        | Dirk Lottner    | Colonia              |          |
| D        | Alexander Meyer | Bayer Leverkusen     |          |
| C        | Holger Wehlage  | Werder Brema         |          |

| Cessioni | Cessioni         | Cessioni            | Cessioni |
| R.       | Nome             | da                  | Modalità |
| -------- | ---------------- | ------------------- | -------- |
| D        | Rouven Schröder  | Lubecca             |          |
| C        | Cacá             | Atlético Mineiro    |          |
| C        | Ilija Gruev      | Uerdingen 05        |          |
| A        | Rafael Kazior    | Wacker Burghausen   |          |
| C        | Ralf Keidel      | RW Oberhausen       |          |
| D        | Kai Oswald       | Karlsruhe           |          |
| C        | Peter Peschel    | TeBe Berlino        |          |
| C        | Giuseppe Spitali | Bayer Leverkusen II |          |

### Sessione invernale
| Acquisti | Acquisti | Acquisti      | Acquisti |
| R.       | Nome     | da            | Modalità |
| -------- | -------- | ------------- | -------- |
| D        | Serjão   | Vasco da Gama |          |

| Cessioni | Cessioni        | Cessioni   | Cessioni |
| R.       | Nome            | da         | Modalità |
| -------- | --------------- | ---------- | -------- |
| P        | Dirk Langerbein | Norimberga |          |

## Risultati

### 2. Bundesliga

#### Girone di andata
| Arbitro: | Gagelmann |

|                                   |           |           |
| Oswald 67’ Lavrič 72’ Kennedy 76’ | Marcatori | 62’ Kurth |

| Arbitro: | Marks |

|                        |           |               |
| Ahanfouf 42’ Kurth 53’ | Marcatori | 50’ Nehrbauer |

| Arbitro: | Pickel |

|  |           |                       |
|  | Marcatori | 4’ Kurth 56’ Ahanfouf |

| Arbitro: | Schmidt |

|              |           |  |
| Ahanfouf 71’ | Marcatori |  |

| Arbitro: | Trautmann |

|               |           |  |
| Krontiris 72’ | Marcatori |  |

| Arbitro: | Hoyzer |

|              |           |  |
| Ahanfouf 45’ | Marcatori |  |

| Arbitro: | Welz |

|                      |           |  |
| Bella 7’ Thioune 90’ | Marcatori |  |

| Arbitro: | Frank |

|                              |           |            |
| Drsek 1’ Grlić 55’ Bælum 66’ | Marcatori | 68’ Copado |

| Arbitro: | Brych |

|                |           |                                 |
| Shubitidze 90’ | Marcatori | 49’ Ahanfouf 70’ Voss 76’ Kurth |

| Arbitro: | Kempter |

|                                 |           |                                       |
| Ahanfouf 5’, 28’, 68’ Drsek 43’ | Marcatori | 11’, 15’ Labak 32’ (rig.) Patschinski |

| Erfurt 31 ottobre 2004, ore 15:00 CEST 11ª giornata | Rot-Weiß Erfurt | 0 – 0 referto | Duisburg | Steigerwaldstadion (12 146 spett.)\| Arbitro: \| Drees \| |
| Arbitro:                                            | Drees           |               |          |                                                           |

| Arbitro: | Stark |

|               |           |  |
| van Houdt 43’ | Marcatori |  |

| Arbitro: | Weiner |

|                        |           |  |
| van Houdt 5’ Kurth 70’ | Marcatori |  |

| Burghausen 21 novembre 2004, ore 15:00 CET 14ª giornata | Wacker Burghausen | 0 – 0 referto | Duisburg | Wacker-Arena (4 300 spett.)\| Arbitro: \| Scheppe \| |
| Arbitro:                                                | Scheppe           |               |          |                                                      |

| Arbitro: | Fleischer |

|               |           |              |
| van Houdt 30’ | Marcatori | 86’ van Lent |

| Arbitro: | Marks |

|  |           |                                      |
|  | Marcatori | 17’ Bugera 28’ Lottner 29’ van Houdt |

| Arbitro: | Merk |

|                     |           |  |
| Ahanfouf 75’ (rig.) | Marcatori |  |

#### Girone di ritorno
| Arbitro: | Perl |

|                                         |           |                                |
| Lottner 32’ Grlić 58’ Ahanfouf 64’, 77’ | Marcatori | 67’ (rig.) Fröhlich 90’ Lavrič |

| Arbitro: | Schriever |

|                                |           |           |
| Demai 47’, 62’ Benčík 60’, 67’ | Marcatori | 61’ Kurth |

| Arbitro: | Frank |

|                                |           |             |
| Kurth 35’, 40’, 47’ Bugera 78’ | Marcatori | 15’ Frommer |

| Arbitro: | Wagner |

|              |           |  |
| Lintjens 78’ | Marcatori |  |

| Arbitro: | Fröhlich |

|  |           |          |
|  | Marcatori | 78’ Týce |

| Arbitro: | Meyer |

|            |           |                             |
| Eigler 87’ | Marcatori | 3’ Grlić 22’, 81’ van Houdt |

| Arbitro: | Grudzinski |

|           |           |  |
| Kurth 50’ | Marcatori |  |

| Arbitro: | Scheppe |

|  |           |              |
|  | Marcatori | 30’ Ahanfouf |

| Arbitro: | Lupp |

|              |           |            |
| Ahanfouf 82’ | Marcatori | 44’ Helbig |

| Arbitro: | Wack |

|                 |           |  |
| Patschinski 18’ | Marcatori |  |

| Arbitro: | Dingert |

|                                                     |           |  |
| Ahanfouf 8’ Anfang 11’ Bürger 50’ (aut.) Bugera 60’ | Marcatori |  |

| Aquisgrana 18 aprile 2005, ore 20:15 CEST 29ª giornata | Alemannia Aquisgrana | 0 – 0 referto | Duisburg | Stadio Tivoli (20 632 spett.)\| Arbitro: \| Sippel \| |
| Arbitro:                                               | Sippel               |               |          |                                                       |

| Arbitro: | Henschel |

|             |           |  |
| Szélesi 44’ | Marcatori |  |

| Arbitro: | Schriever |

|                                         |           |                                    |
| Lottner 16’ Ahanfouf 70’, 74’ Kurth 86’ | Marcatori | 8’ Drescher 37’ Fink 41’ Reisinger |

| Arbitro: | Meyer |

|  |           |             |
|  | Marcatori | 8’ Ahanfouf |

| Arbitro: | Anklam |

|              |           |                                                     |
| Ivanović 77’ | Marcatori | 26’ Freis 34’ (aut.) Wehlage 78’ Dundee 90’ Schwarz |

| Arbitro: | Albrecht |

|                                    |           |  |
| Podolski 49’, 70’, 86’ Sinkala 68’ | Marcatori |  |

### Coppa di Germania
| Arbitro: | Schriever |

|           |           |                          |
| Heide 17’ | Marcatori | 2’ Bælum 12’ (aut.) Mohr |

| Arbitro: | Lupp |

|                    |           |           |
| Löbe 34’ Spork 54’ | Marcatori | 43’ Kurth |

## Statistiche

### Statistiche di squadra
| Competizione      | Punti | In casa | In casa | In casa | In casa | In casa | In casa | In trasferta | In trasferta | In trasferta | In trasferta | In trasferta | In trasferta | Totale | Totale | Totale | Totale | Totale | Totale | DR  |
| Competizione      | Punti | G       | V       | N       | P       | Gf      | Gs      | G            | V            | N            | P            | Gf           | Gs           | G      | V      | N      | P      | Gf     | Gs     | DR  |
| ----------------- | ----- | ------- | ------- | ------- | ------- | ------- | ------- | ------------ | ------------ | ------------ | ------------ | ------------ | ------------ | ------ | ------ | ------ | ------ | ------ | ------ | --- |
| 2. Bundesliga     | 62    | 17      | 13      | 2       | 2       | 35      | 18      | 17           | 6            | 3            | 8            | 15           | 19           | 34     | 19     | 5      | 10     | 50     | 37     | +13 |
| Coppa di Germania | -     | 0       | 0       | 0       | 0       | 0       | 0       | 2            | 1            | 0            | 1            | 3            | 3            | 2      | 1      | 0      | 1      | 3      | 3      | 0   |
| Totale            | 62    | 17      | 13      | 2       | 2       | 35      | 18      | 19           | 7            | 3            | 9            | 18           | 22           | 36     | 20     | 5      | 11     | 53     | 40     | +13 |

### Andamento in campionato
| Giornata  | 1  | 2 | 3 | 4 | 5 | 6 | 7 | 8 | 9 | 10 | 11 | 12 | 13 | 14 | 15 | 16 | 17 | 18 | 19 | 20 | 21 | 22 | 23 | 24 | 25 | 26 | 27 | 28 | 29 | 30 | 31 | 32 | 33 | 34 |
| --------- | -- | - | - | - | - | - | - | - | - | -- | -- | -- | -- | -- | -- | -- | -- | -- | -- | -- | -- | -- | -- | -- | -- | -- | -- | -- | -- | -- | -- | -- | -- | -- |
| Luogo     | T  | C | T | C | T | C | T | C | T | C  | T  | C  | C  | T  | C  | T  | C  | C  | T  | C  | T  | C  | T  | C  | T  | C  | T  | C  | T  | T  | C  | T  | C  | T  |
| Risultato | P  | V | V | V | P | V | P | V | V | V  | N  | V  | V  | N  | N  | V  | V  | V  | P  | V  | P  | P  | V  | V  | V  | N  | P  | V  | N  | P  | V  | V  | P  | P  |
| Posizione | 16 | 8 | 3 | 2 | 3 | 3 | 5 | 4 | 3 | 2  | 3  | 2  | 2  | 2  | 3  | 2  | 1  | 1  | 3  | 1  | 1  | 3  | 1  | 1  | 1  | 1  | 2  | 2  | 1  | 2  | 2  | 1  | 2  | 2  |

Legenda:

Luogo: C = Casa; T = Trasferta. Risultato: V = Vittoria; N = Pareggio; P = Sconfitta.

### Statistiche dei giocatori
!! colspan="4" | Totale

| Giocatore    | 2. Bundesliga | 2. Bundesliga | 2. Bundesliga | 2. Bundesliga | Coppa di Germania A. Ahanfouf | Coppa di Germania A. Ahanfouf | Coppa di Germania A. Ahanfouf | Coppa di Germania A. Ahanfouf | 32       | 17   | 9           | 0          | 1 | 0 | 0 | 0 | 33 | 17 | 9 | 0 |
| Giocatore    | Presenze      | Reti          | Ammonizioni   | Espulsioni    | Presenze                      | Reti                          | Ammonizioni                   | Espulsioni                    | Presenze | Reti | Ammonizioni | Espulsioni |   |   |   |   |    |    |   |   |
| M. Anfang    | 11            | 1             | 0             | 0             | 0                             | 0                             | 0                             | 0                             | 11       | 1    | 0           | 0          |   |   |   |   |    |    |   |   |
| S. Beuckert  | 1             | 0             | 0             | 0             | 0                             | 0                             | 0                             | 0                             | 1        | 0    | 0           | 0          |   |   |   |   |    |    |   |   |
| A. Bugera    | 33            | 3             | 6             | 0             | 2                             | 0                             | 1                             | 0                             | 35       | 3    | 7           | 0          |   |   |   |   |    |    |   |   |
| T. Bælum     | 33            | 1             | 5             | 0             | 2                             | 1                             | 0                             | 0                             | 35       | 2    | 5           | 0          |   |   |   |   |    |    |   |   |
| P. Drsek     | 32            | 2             | 3             | 0             | 1                             | 0                             | 0                             | 0                             | 33       | 2    | 3           | 0          |   |   |   |   |    |    |   |   |
| I. Grlić     | 31            | 3             | 7             | 1             | 2                             | 0                             | 0                             | 1                             | 33       | 3    | 7           | 2          |   |   |   |   |    |    |   |   |
| D. Hirsch    | 2             | 0             | 0             | 0             | 2                             | 0                             | 0                             | 0                             | 4        | 0    | 0           | 0          |   |   |   |   |    |    |   |   |
| P. van Houdt | 29            | 6             | 2             | 0             | 1                             | 0                             | 0                             | 0                             | 30       | 6    | 2           | 0          |   |   |   |   |    |    |   |   |
| J. Ivanović  | 18            | 1             | 5             | 0             | 1                             | 0                             | 0                             | 0                             | 19       | 1    | 5           | 0          |   |   |   |   |    |    |   |   |
| N. Kasmi     | 25            | 0             | 3             | 1             | 2                             | 0                             | 0                             | 0                             | 27       | 0    | 3           | 1          |   |   |   |   |    |    |   |   |
| G. Koch      | 33            | 0             | 5             | 0             | 2                             | 0                             | 0                             | 0                             | 35       | 0    | 5           | 0          |   |   |   |   |    |    |   |   |
| B. Kruse     | 0             | 0             | 0             | 0             | 0                             | 0                             | 0                             | 0                             | 0        | 0    | 0           | 0          |   |   |   |   |    |    |   |   |
| M. Kurth     | 33            | 11            | 9             | 0             | 2                             | 1                             | 0                             | 0                             | 35       | 12   | 9           | 0          |   |   |   |   |    |    |   |   |
| D. Lottner   | 22            | 3             | 2             | 0             | 0                             | 0                             | 0                             | 0                             | 22       | 3    | 2           | 0          |   |   |   |   |    |    |   |   |
| R. Maas      | 7             | 0             | 0             | 0             | 0                             | 0                             | 0                             | 0                             | 7        | 0    | 0           | 0          |   |   |   |   |    |    |   |   |
| M. Manske    | 0             | 0             | 0             | 0             | 0                             | 0                             | 0                             | 0                             | 0        | 0    | 0           | 0          |   |   |   |   |    |    |   |   |
| A. Meyer     | 14            | 0             | 1             | 1             | 2                             | 0                             | 1                             | 0                             | 16       | 0    | 2           | 1          |   |   |   |   |    |    |   |   |
| S. Michalsky | 0             | 0             | 0             | 0             | 0                             | 0                             | 0                             | 0                             | 0        | 0    | 0           | 0          |   |   |   |   |    |    |   |   |
| R. Schröder  | 0             | 0             | 0             | 0             | 1                             | 0                             | 0                             | 0                             | 1        | 0    | 0           | 0          |   |   |   |   |    |    |   |   |
| S. Serjão    | 2             | 0             | 2             | 0             | 0                             | 0                             | 0                             | 0                             | 2        | 0    | 2           | 0          |   |   |   |   |    |    |   |   |
| A. Sicenica  | 0             | 0             | 0             | 0             | 0                             | 0                             | 0                             | 0                             | 0        | 0    | 0           | 0          |   |   |   |   |    |    |   |   |
| M. Spizak    | 17            | 0             | 1             | 0             | 2                             | 0                             | 0                             | 0                             | 19       | 0    | 1           | 0          |   |   |   |   |    |    |   |   |
| A. Voss      | 30            | 1             | 8             | 0             | 1                             | 0                             | 0                             | 0                             | 31       | 1    | 8           | 0          |   |   |   |   |    |    |   |   |
| H. Wehlage   | 28            | 0             | 4             | 0             | 2                             | 0                             | 0                             | 0                             | 30       | 0    | 4           | 0          |   |   |   |   |    |    |   |   |
| C. Wolters   | 32            | 0             | 9             | 0             | 1                             | 0                             | 1                             | 0                             | 33       | 0    | 10          | 0          |   |   |   |   |    |    |   |   |